# Mei Nagano
Mei Nagano (永野 芽郁 Nagano Mei?, n. 24 septembrie 1999) este o actriță japoneză și model.

## Filmografie selectivă

### Filme
- Zebraman 2: Attack on Zebra City (2010)[2]
- Watashi no yasashikunai senpai (2010)[2]
- Rurouni Kenshin (2012)[2][2][3]
- gachiban Ultra Max (2014)[2]
- Tsukuroi Tatsu Hito (2015)[2]
- My Love Story! (2015)[2][4]
- Peach Girl (2015)[2][5]
- Hirunaka no Ryūsei (2017)[2][6]
- Teiichi's Country (2017)[2][7]
- Parks (2017)[2][8]
- Mix (2017)[2][9]

### Televiziune
- Yae no Sakura (2013) – Young Yamakawa Tokiwa
- Itsuka Kono Koi o Omoidashite Kitto Naite Shimau (2016)[10]
- Koe Koi (2016)[11][12]
- Sanada Maru (2016) – Senhime[13]
- We Did It (2017) - Renko Aokawa[14]
- Hanbun, Aoi. (2018) - Suzume Nireno[15][16]